# Enrique Lluria
Enrique Lluria y Despau (Matanzas, c. 1863-Cienfuegos, 1925) fue un médico y publicista español.

## Biografía
Nació en la ciudad cubana de Matanzas hacia comienzos de la década de 1860. Doctor en medicina, fue colaborador de la prensa profesional y del Heraldo de Madrid (1904). Entre sus obras se encontraron títulos como Evolución super-orgánica y Humanidad del porvenir. Estuvo casado primero con Clara Iruretagoyena, de quien enviudó en 1905, y, en segundas nupcias, con María Vinyals. Retornó a América y falleció hacia finales de 1925 en Cuba, al parecer el 6 de octubre, y fue enterrado en el cementerio de Cienfuegos.